# Žabinec (Budín)
Rybník  Žabinec  o rozloze vodní plochy 0,82 ha je rybník nalézající se na severním okraji osady Budín v okrese Hradec Králové. 
Jedná se o nebeský rybník bez vlastního přítoku vody závislý na zimních srážkách. Rybník je využíván pro chov ryb.

## Galerie

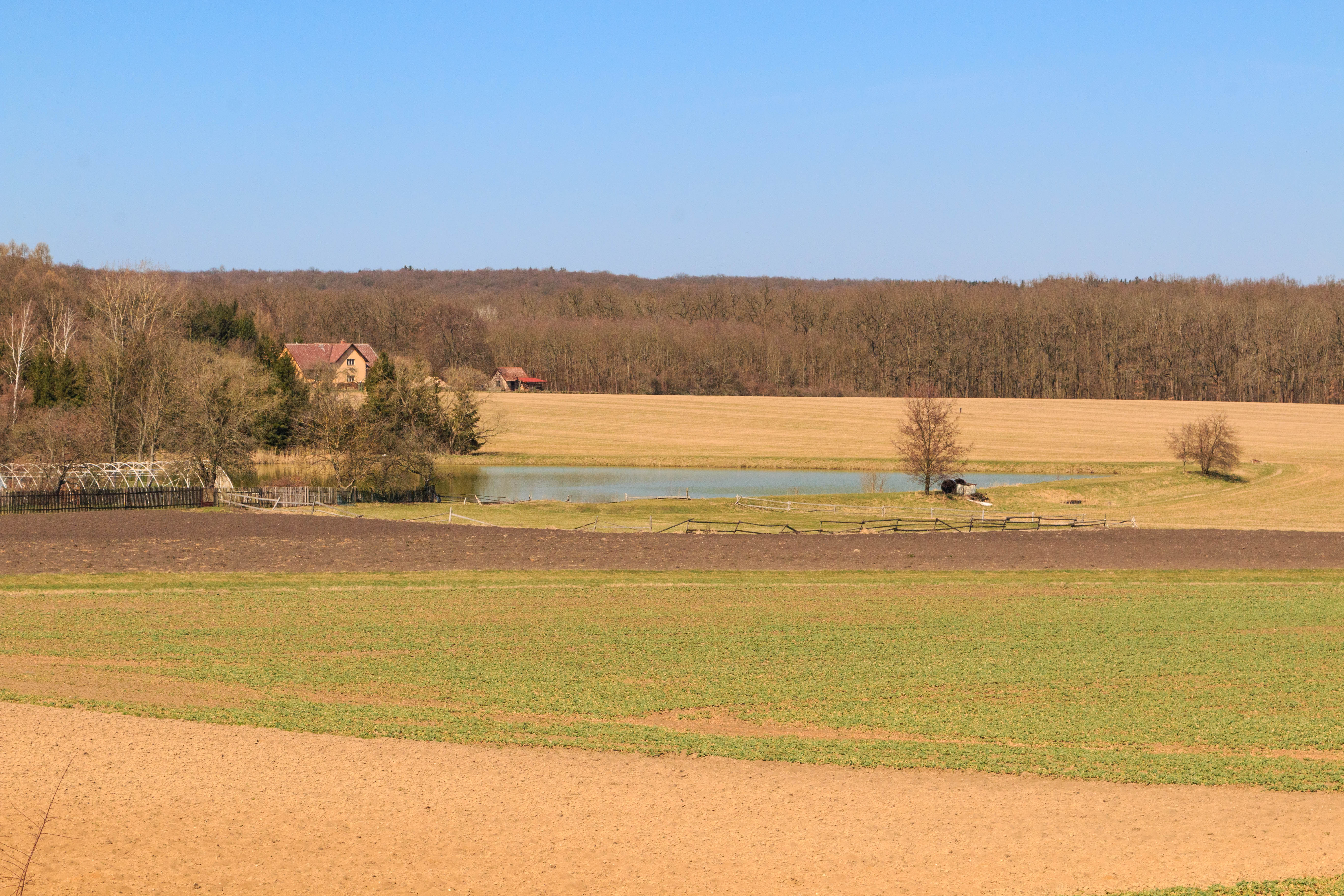
pohled na rybník Žabinec
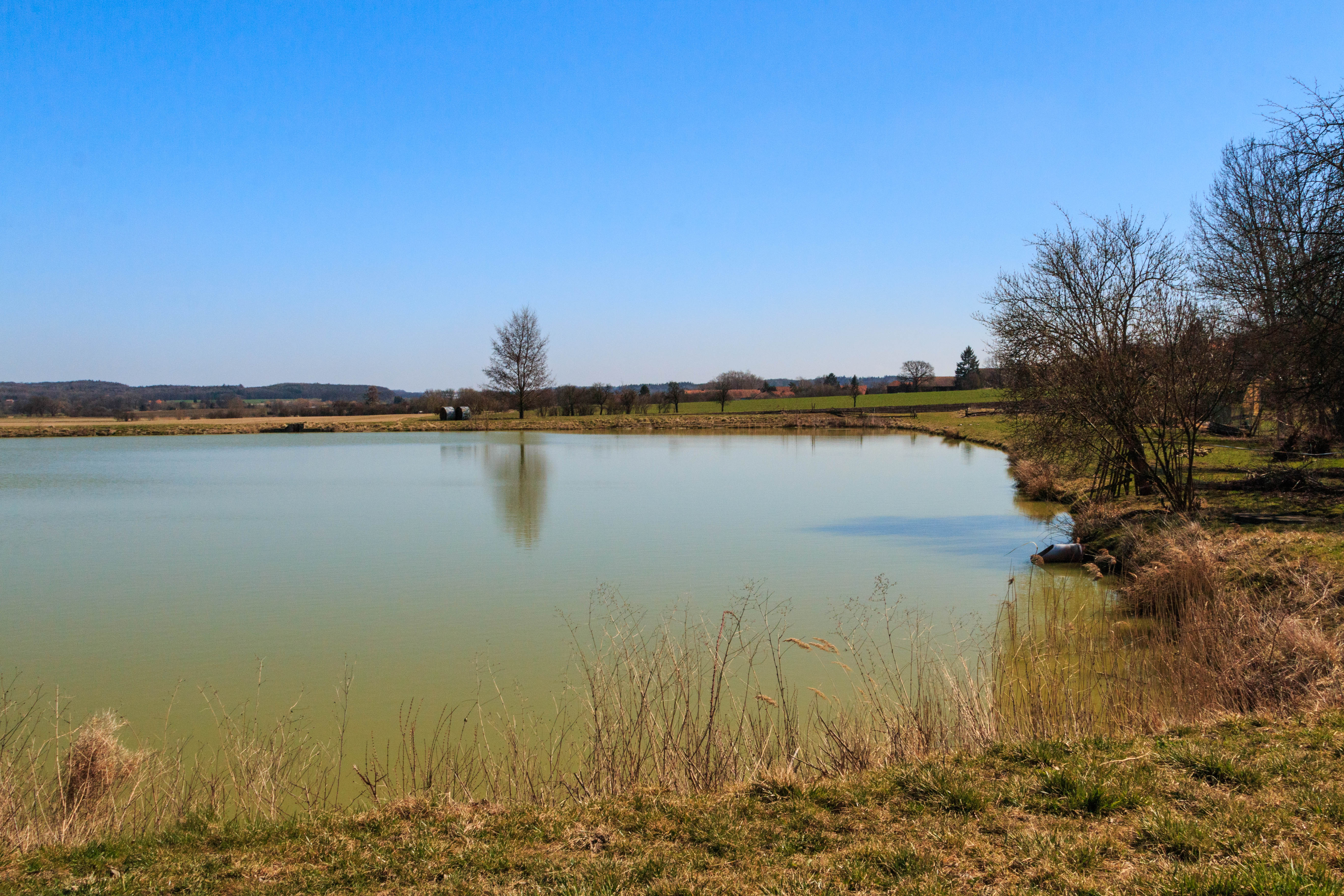
pohled na rybník Žabinec
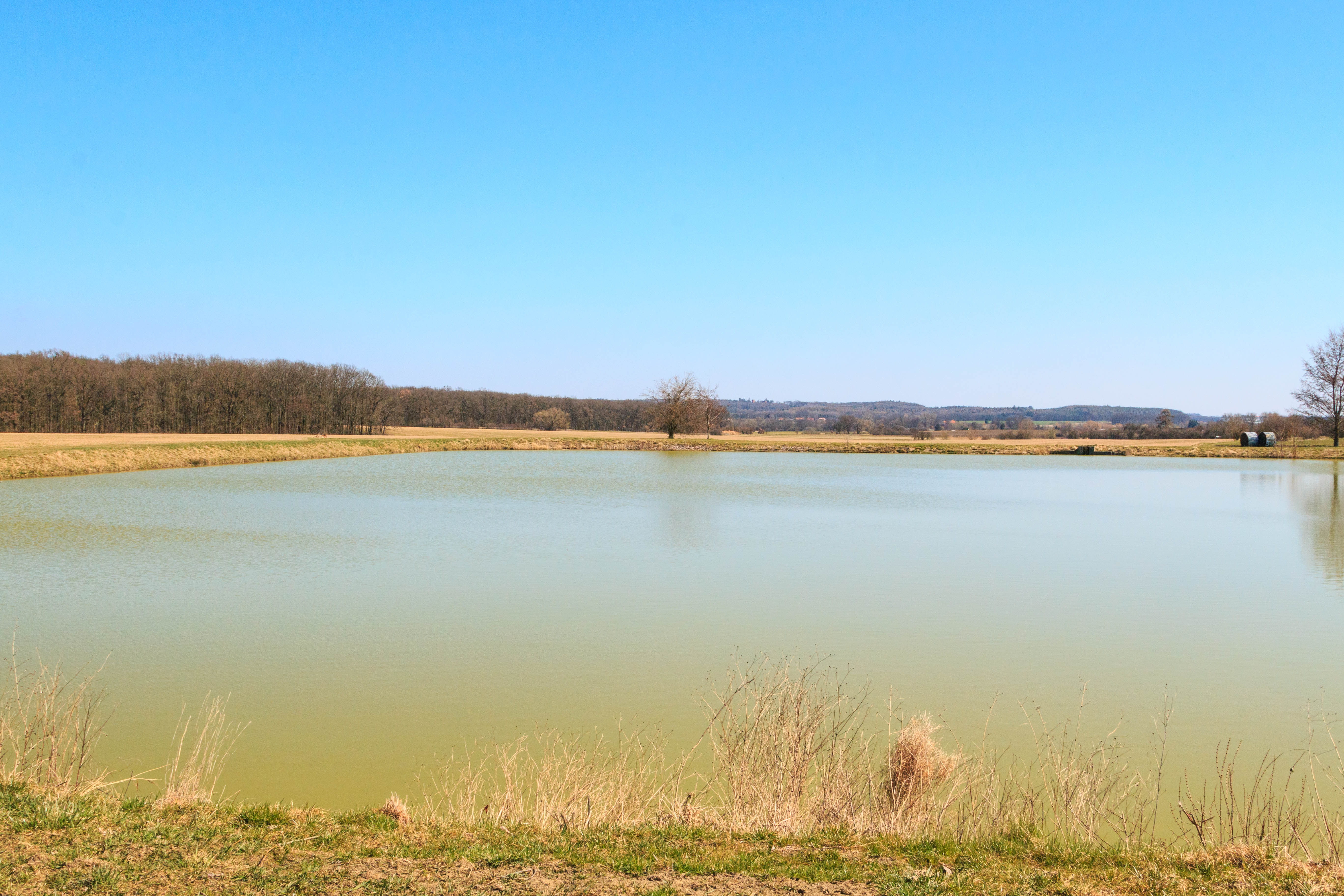
pohled na rybník Žabinec